# Dryopetalon viereckii
Dryopetalon viereckii är en korsblommig växtart som först beskrevs av Otto Eugen Schulz, och fick sitt nu gällande namn av Al-shehbaz. Dryopetalon viereckii ingår i släktet Dryopetalon och familjen korsblommiga växter. Inga underarter finns listade i Catalogue of Life.